# جنگ گوگوریو–سارو
جنگ گوگوریو–سارو اقدام نظامی امپراتوری گوگوریو علیه سارو و همزمان با دهمین سال سلطنت پادشاه دونگچون بود که در سال ۲۴۵ میلادی انجام شد. پس از پیروزی گوگوریو، پادشاه چوبون حاکم سارو گوک یک نماینده سیاسی فرستاد تا مذاکره و جنگ متوقف شود، پادشاه دونگچون موافقت کرد و صلح برقرار شد.

## جزئیات نبرد
گوگوریو به مرز شمالی سارو حمله کرد. ساحل شرقی، به ویژه منطقه یونگ‌دونگ استان گانگ‌وون به عنوان محتمل‌ترین منطقه برای تماس اولیه میان دو پادشاهی پیشنهاد شده است.
این منطقه کمتر تحت سلطه نیروهای بومی قدرتمند بود و یک ارتباط ساحلی طولانی را فراهم می‌کرد. نیروهای سارو، به رهبری ژنرال سوک اورو، توسط ارتش گوگوریو شکست خوردند. پس از این شکست آنها عقب‌نشینی کردند. سوک اورو با روشن کردن آتش برای گرم کردن سربازانش در شب سرد پس از شکست، رهبری خود را نشان داد و تحسین آنها را برانگیخت.
در حالی که سامگوک ساگی تهاجم گوگوریو به مرز شمالی سارو را توصیف می‌کند، شواهد باستان‌شناسی نشان می‌دهد که کنترل مؤثر سارو بر منطقه ساحل شرقی که محل احتمالی درگیری است، زودتر از قرن چهارم میلادی، یعنی حدود ۱۰۰ سال پس از رویداد سال ۲۴۵ میلادی، آغاز نشده است. این شکاف زمانی قابل توجه میان گزارش‌های متنی و شواهد مادی، حاکی از آن است که سامگوک ساگی ممکن است واقعیت‌های سرزمینی بعدی را به صورت آناکرونیسم به دوره‌های پیشین تعمیم داده باشد. این موضوع یک چالش اساسی در بازسازی تاریخ باستان را برجسته می‌کند، جایی که سوابق متنی ممکن است بیشتر منعکس‌کننده روایت‌های سیاسی بعدی باشد.
سوک اورو از سارو فرمانده نظامی بود که نیروهای سارو را در برابر گوگوریو رهبری کرد. با وجود تلاش‌هایش، او نتوانست حمله گوگوریو را دفع کند و مجبور شد عقب‌نشینی کند. نفوذ او در سارو پس از این شکست کاهش یافت.